# Yucca faxoniana
Yucca faxoniana (лат.) — вечнозелёный кустарник, вид рода Юкка (Yucca) семейства Спаржевые (Asparagaceae), произрастающее в пустыне Чиуауа.

## Ботаническое описание
Yucca faxoniana — многоствольный вечнозелёный кустарник высотой 1-3 м. Может быть также одноствольным и древовидным, достигая при этом 6 м в высоту. Лопастные листья имеют длину от 0,6 до 1,4 м. Цветки от цвета слоновой кости до кремово-белого цвета, имеющие форму колокольчика, находятся на цветочной головке до 0,6 м в длину. Цветёт в апреле. Цветки опыляются ночной бабочкой из рода Tegeticula. Плоды сладкие, мясистые, продолговатые по форме.

Yucca faxoniana
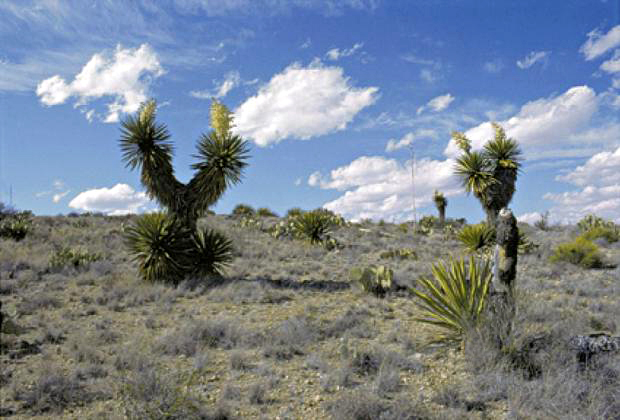
В природе
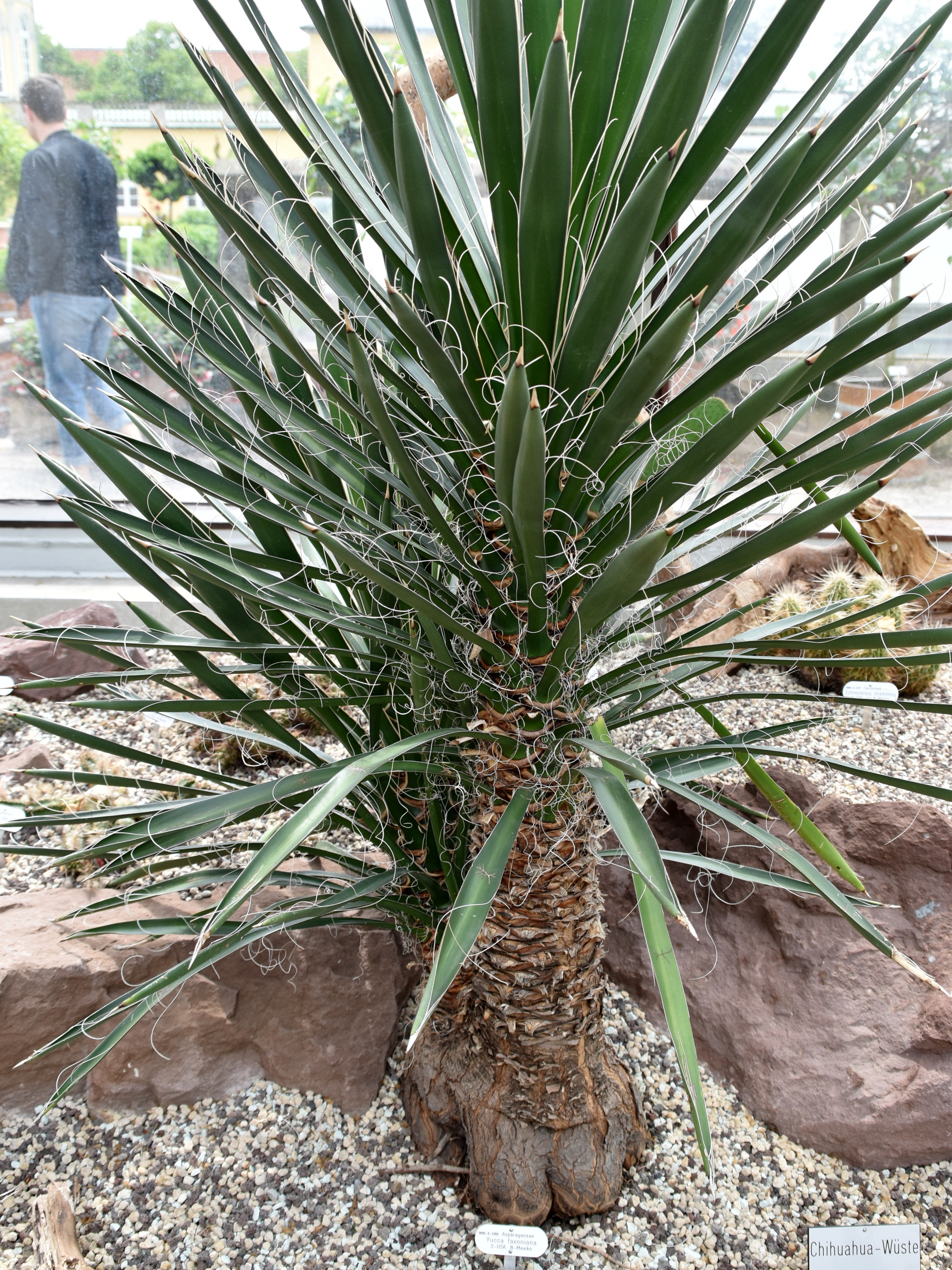
Общий вид
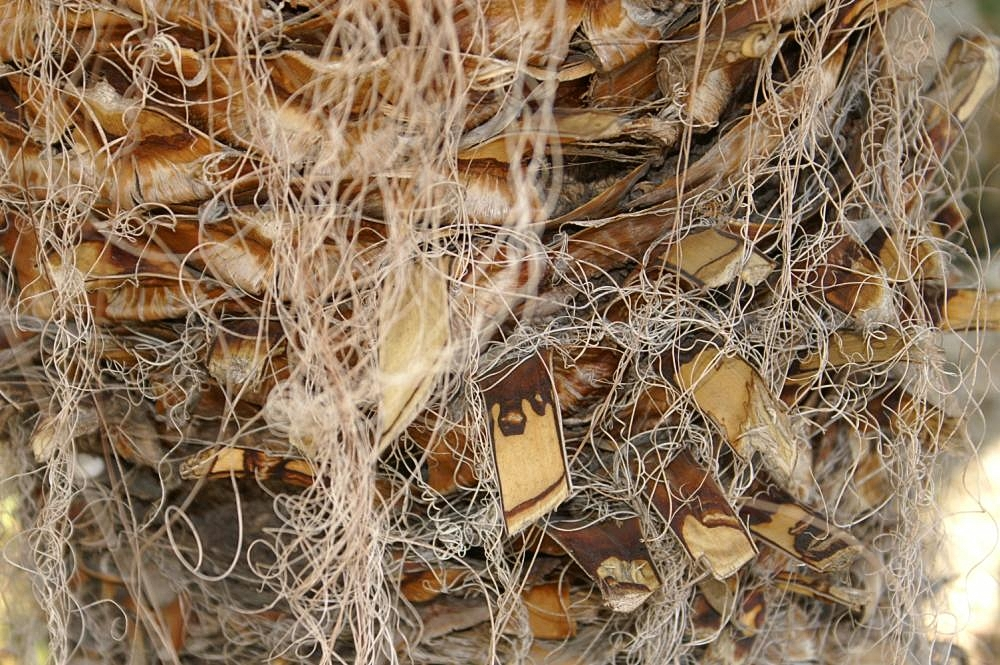
Кора
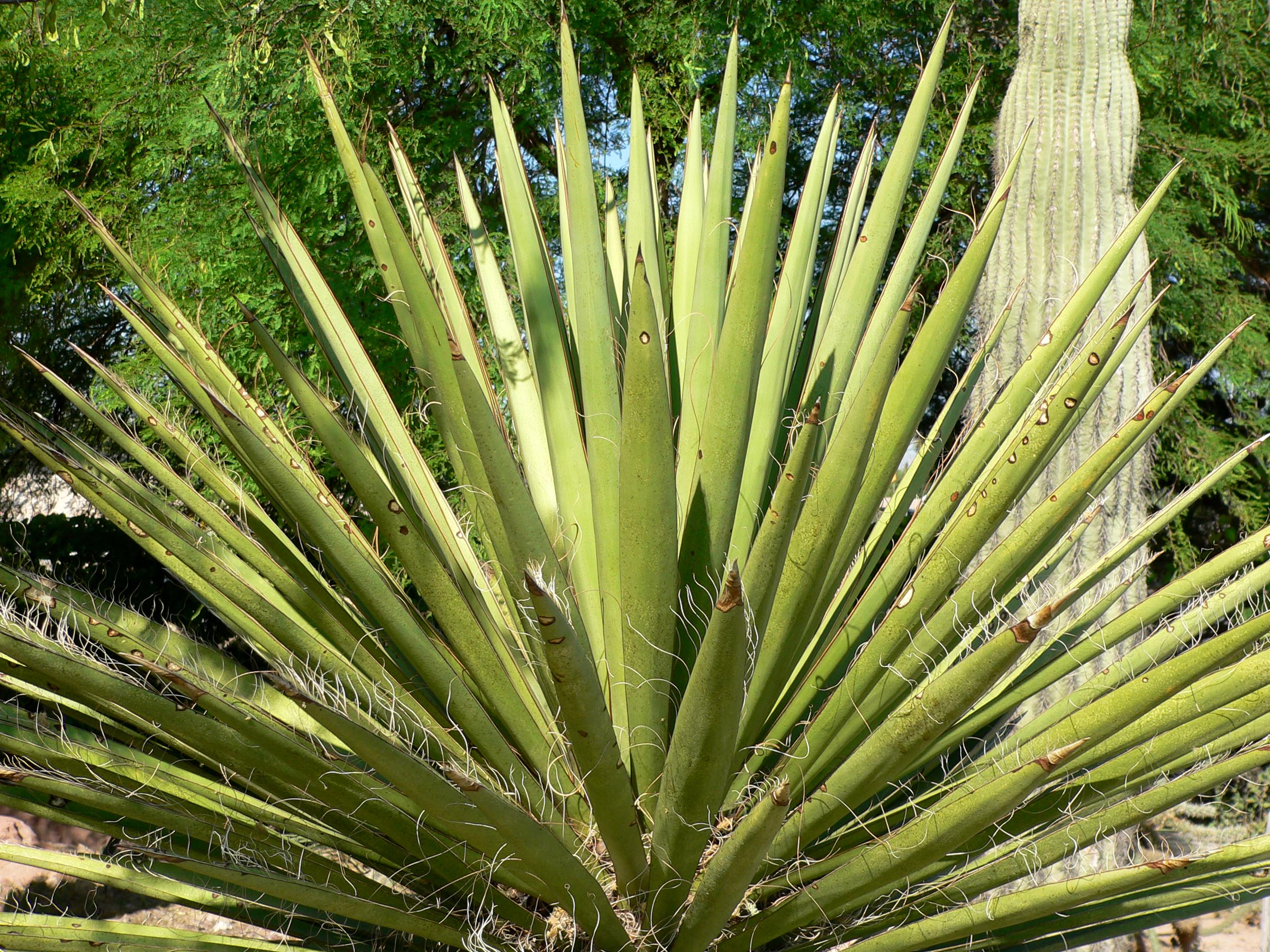
Листья
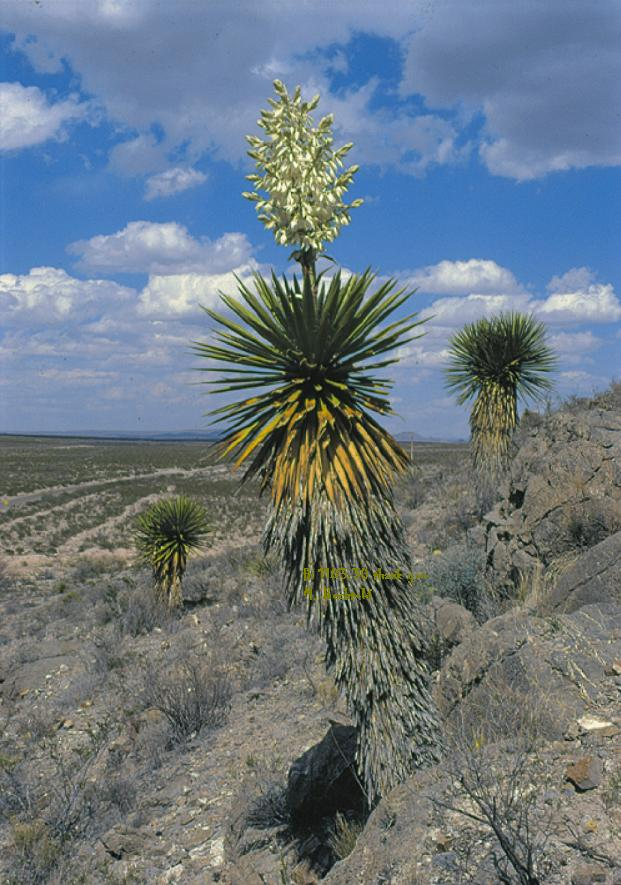
Соцветие

## Таксономия
Первое описание растения под названием Yucca australis было опубликовано Уильямом Трелизом в 1893 году. Полное описание под названием Yucca faxoniana опубликовано Чарльзом Спрагом Сарджентом в 1905 году. Видовой эпитет — в честь американского ботанического иллюстратора Чарльза Эдварда Фэксона (1846—1918).
Вид Yucca torreyi был описан в 1908 году Джоном Шефером. Этот видовой эпитет был дан в честь американского ботаника XIX века Джона Торри, который в 1859 году назвал растение новой разновидностью. Y. torreyi теперь считается незаконным именем; однако источники различаются относительно правильного названия, используя либо Yucca treculeana Carrière, либо Y. faxoniana.

## Распространение и местообитание
Yucca faxoniana произрастает в пустыне Чиуауа на севере Мексики, на юге Нью-Мексико и на юго-западе Техаса. Ареал вида сосредоточен вокруг национального парка Биг-Бенд в центральной долине реки Рио-Гранде в пустыне Чиуауа. Y. faxoniana встречается в основном в мексиканских штатах Чиуауа и Коауила, а также в небольших регионах штатов Дуранго и Нуэво-Леон. Растёт в горных районах на каменистых склонах на высоте от 1200 до 1600 метров. Этот вид часто ассоциируется с Yucca elata, Yucca baccata, Yucca rostrata, Yucca treculiana, различными видами агав и кактусов.

## Использование
Коренные американцы употребляли плоды Yucca faxoniana в пищу сырыми, жареными или сушёными, которые измельчали в муку. Они также использовали листья растений в качестве волокна для плетения корзин, ткани, циновок, верёвок и сандалий. Апачи использовали корни растения как элемент красного узора в традиционных корзинах.

## Охранный статус
Международный союз охраны природы классифицирует природоохранный статус Yucca faxoniana как «вид, вызывающие наименьшие опасения».